# Chiaia (metropolitana di Napoli)
Chiaia è una stazione della linea 6 della metropolitana di Napoli.

## Storia
La stazione fu prevista dalla variante di progetto della linea 6 del 2004, in sostituzione della stazione in piazza dei Martiri. I lavori di costruzione iniziarono nel 2008 e si conclusero nel 2024.
Fu attivata il 17 luglio 2024, contestualmente alla riapertura della linea.

## Strutture e impianti
La stazione, progettata da Uberto Siola, è inclusa nel circuito delle stazioni dell'arte.
Presenta due ingressi, su livelli differenti. L'ingresso superiore è posto al centro di piazza Santa Maria degli Angeli, nell'area di Monte di Dio. L'ingresso inferiore è su via Chiaia, in corrispondenza dell'omonimo ponte.
L'allestimento artistico è opera di Peter Greenaway che ha inteso riprodurre, sul piano concettuale, un viaggio nella mitologia delle divinità greche, partendo dall'ingresso superiore fino al piano banchine.
L'ingresso superiore è sormontato da una cupola vetrata in acciaio e cristallo a sesto ribassato che introduce la luce naturale lungo quaranta metri circa, permettendo l'illuminazione fino ai binari. In corrispondenza dell'accesso alla stazione è presente una statua di Giove con ventiquattro braccia, in veste di protettore dei viaggiatori. 
L'ambiente inferiore, caratterizzato dai colori bianco e blu, è un pozzo dal diametro di dodici metri, dedicato a Nettuno. Il pozzo, che convoglia la luce della cupola, è attraversato da una scala elicoidale. Sul parapetto è ripetuto il verso di Ovidio Est in aqua dulci non invidiosa voluptas. Nell'accesso a tale ambiente sono presenti alcuni resti dell'antico acquedotto del Serino che, in epoca romana, insisteva nell'area occupata dalla stazione. 
Inferiormente è presente il livello sottoposto all'ingresso su via Chiaia. Dedicato a Cerere e dominato dal colore verde, è strutturato in forma di matrice quadrata, nelle cui celle ospita un'esposizione di grandi riproduzioni di statue della collezione Farnese del Museo archeologico nazionale di Napoli. 
L'ingresso inferiore è collegato al piano banchine tramite un livello, caratterizzato dal colore ocra, dedicato a Proserpina, raffigurata da sei melograni.
Il piano del ferro, caratterizzato dal colore rosso e dedicato all'Ade, è dominato da una cupola in acciaio, cava al centro per permettere il passaggio della luce naturale, decorata con 320 occhi arancio a rappresentare lo sguardo del Re degli inferi sui viaggiatori in attesa. Presenta due binari passanti in canna singola e altrettante banchine laterali.

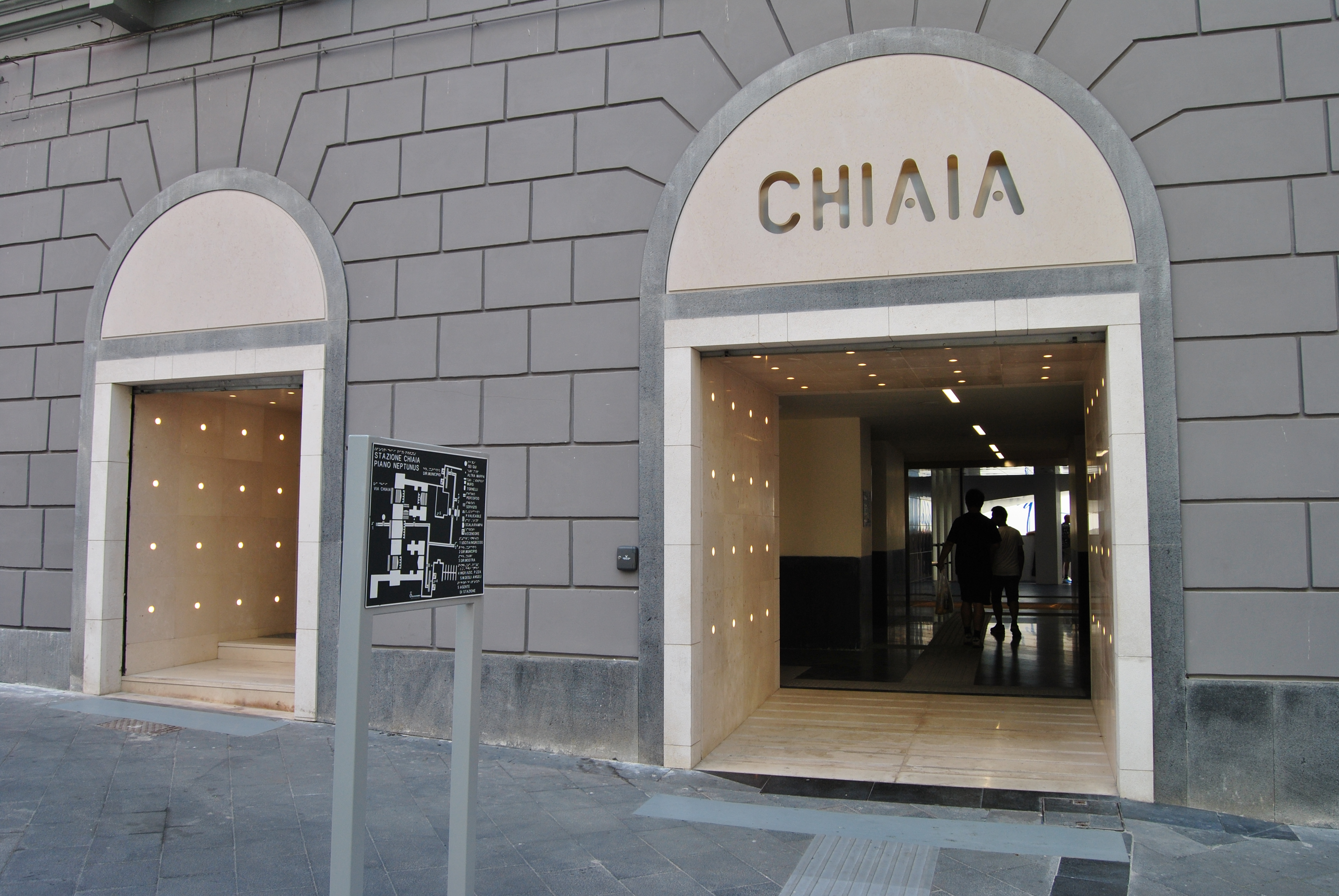
L'ingresso inferiore su via Chiaia
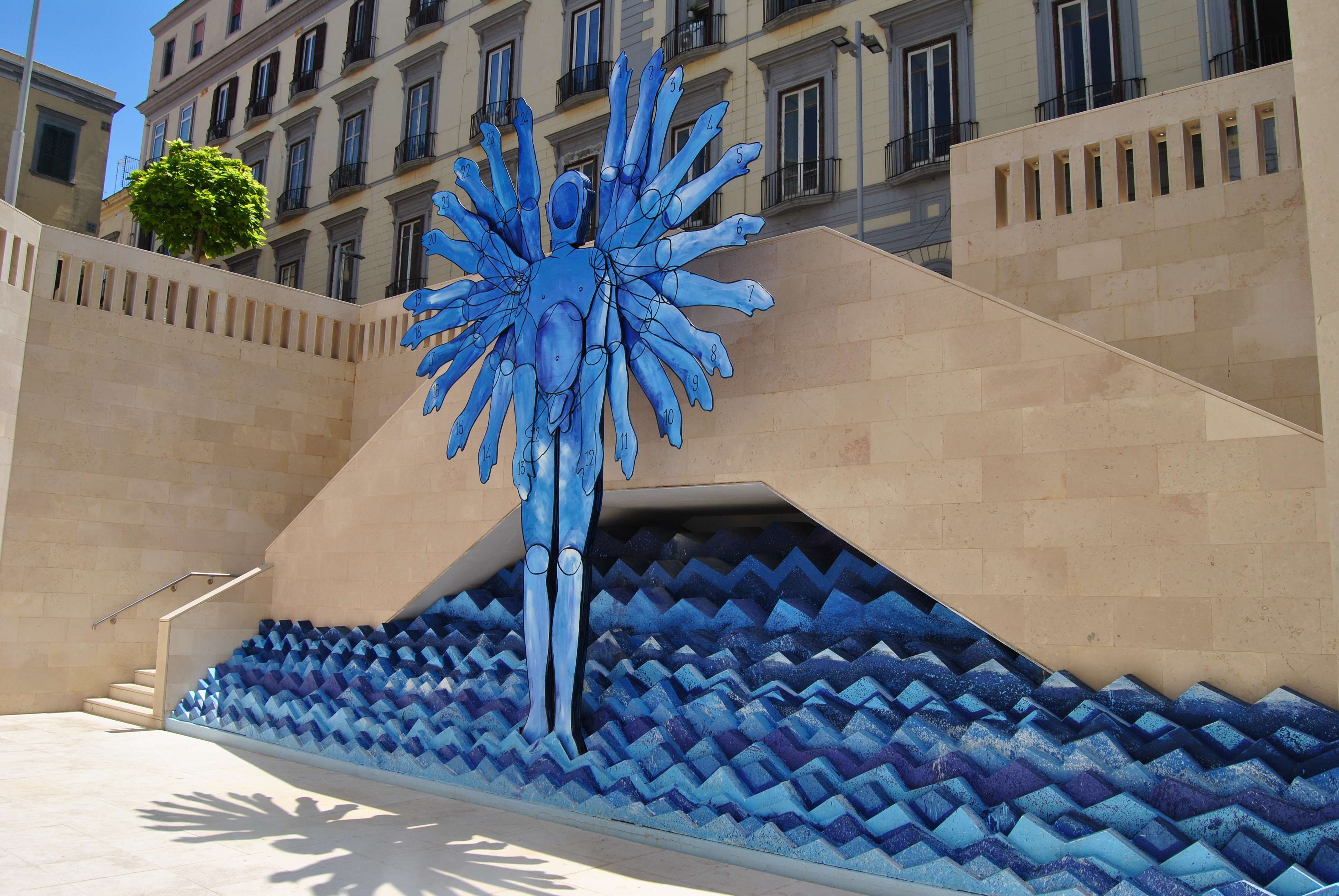
L'ingresso superiore in piazza Santa Maria degli Angeli con la statua di Giove
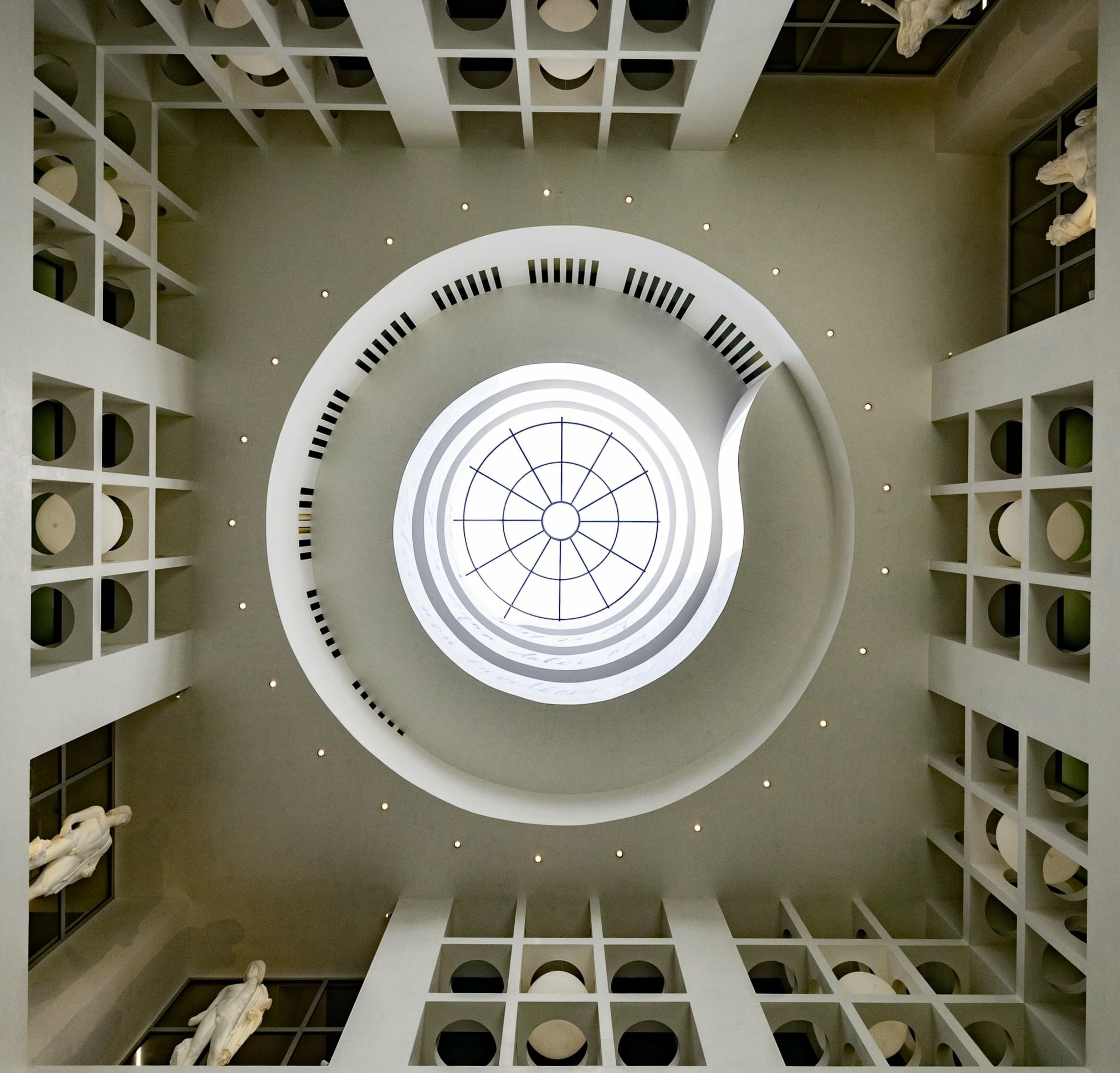
La cupola vetrata
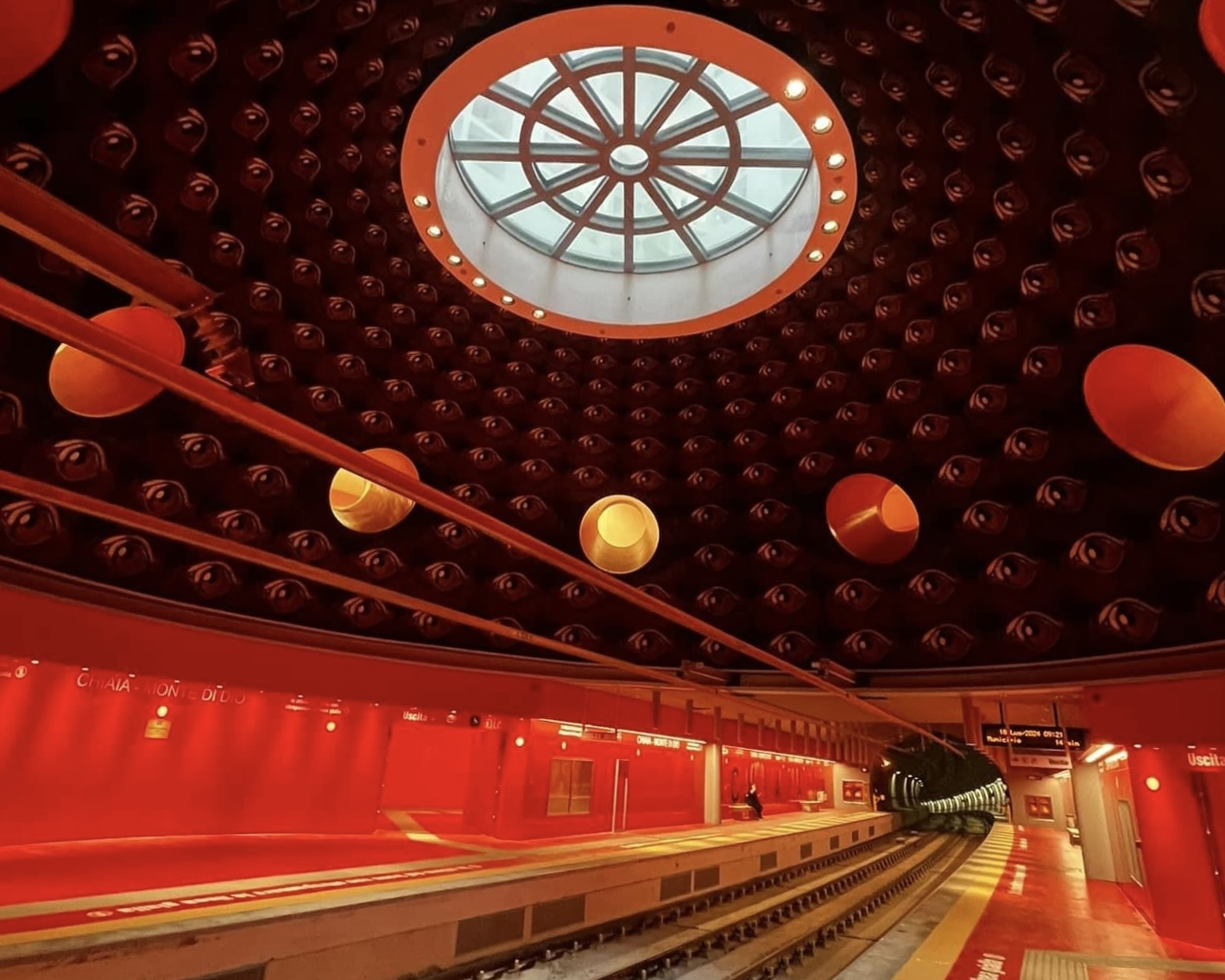
Il piano banchine

## Servizi
La stazione dispone di:
- Biglietteria automatica
- Scale mobili
- Ascensore
- Accessibilità per portatori di handicap
- Stazione video sorvegliata

## Interscambi
- Fermata autobus ANM

## Riconoscimenti
È stata inserita nella lista delle candidate al Prix Versailles 2024 nella categoria delle stazioni più belle al Mondo inaugurate durante l'anno.

## Nella cultura di massa
È stata scelta come location della foto di squadra del Napoli per la stagione 2024-25.